# Moschee und Synagoge Keizerstraat

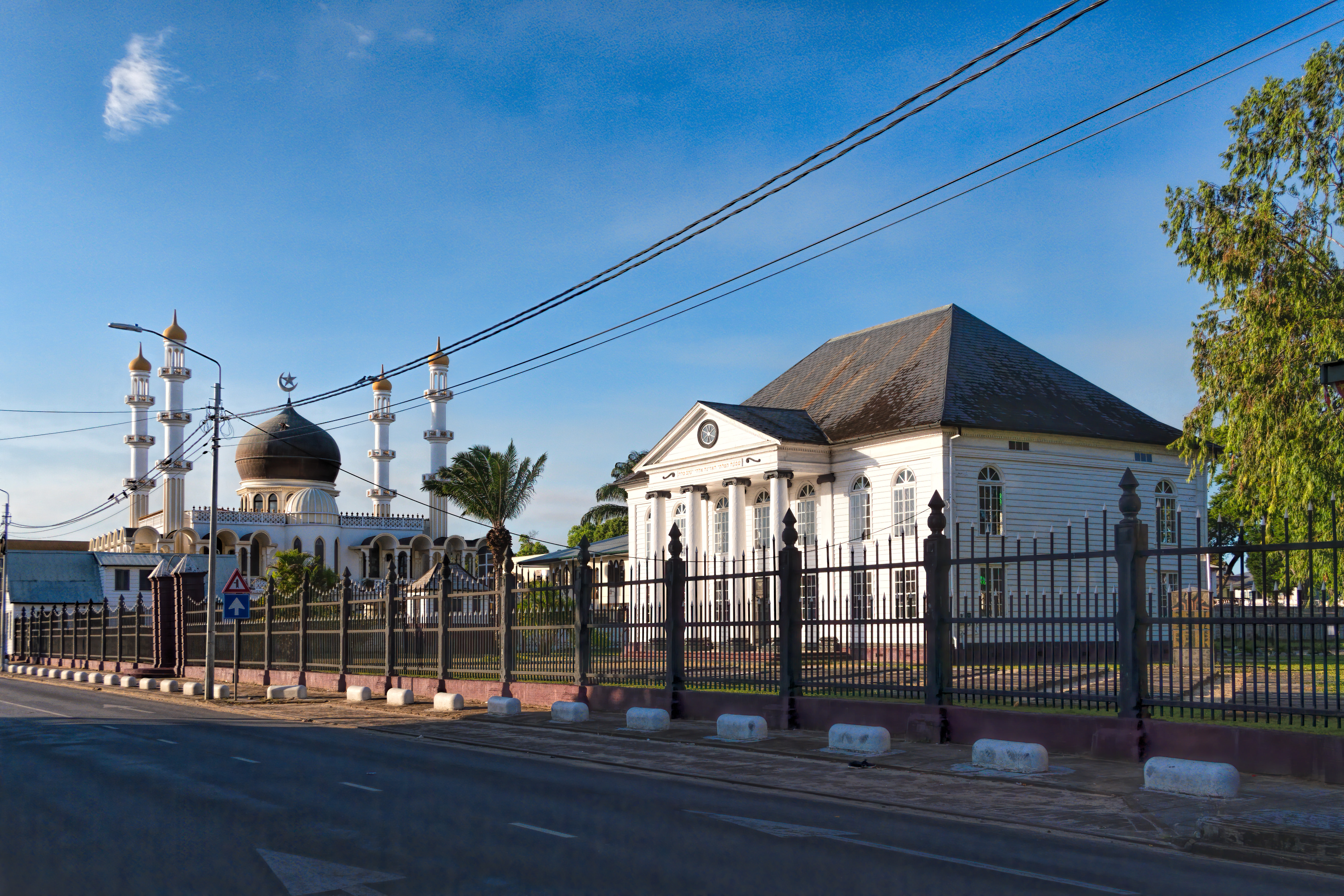
Moschee und Synagoge Keizerstraat (2019)

Die Moschee und Synagoge Keizerstraat stehen in friedlicher Nachbarschaft in Paramaribo, Suriname.

## Moschee
Die Moschee ist das Hauptquartier der Lahore-Ahmadiyya-Bewegung (Ahmadiyya Andschuman Ischat-i-Islam Lahore) und ist gleichzeitig Sitz des Eigentümers, der Surinaamse Islamitische Vereniging (SIV). 
Der Grundstein für die erste hölzerne Moschee wurde im Jahre 1929 gelegt. Mehr als 60 Jahre später wurde die aktuelle Moschee erbaut.

## Synagoge
Unmittelbar daneben steht die Synagoge „Neve Shalom“ (Haus des Friedens). Nachdem sich neben dem Zentrum der jüdischen Gemeinde – der Jodensavanne – stets mehr Juden in und um Paramaribo niedergelassen hatten, bestand auch hier Bedarf nach einem Gebetshaus. Im Jahre 1716 wurde hierfür durch die Kolonialverwaltung ein Grundstück an der Keizerstraat 82 zur Verfügung gestellt. Die 1720 eingeweihte Holz-Synagoge wurde durch die heutige, von 1835 bis 1837 aus Stein gebaute Synagoge ersetzt.

## Galerie

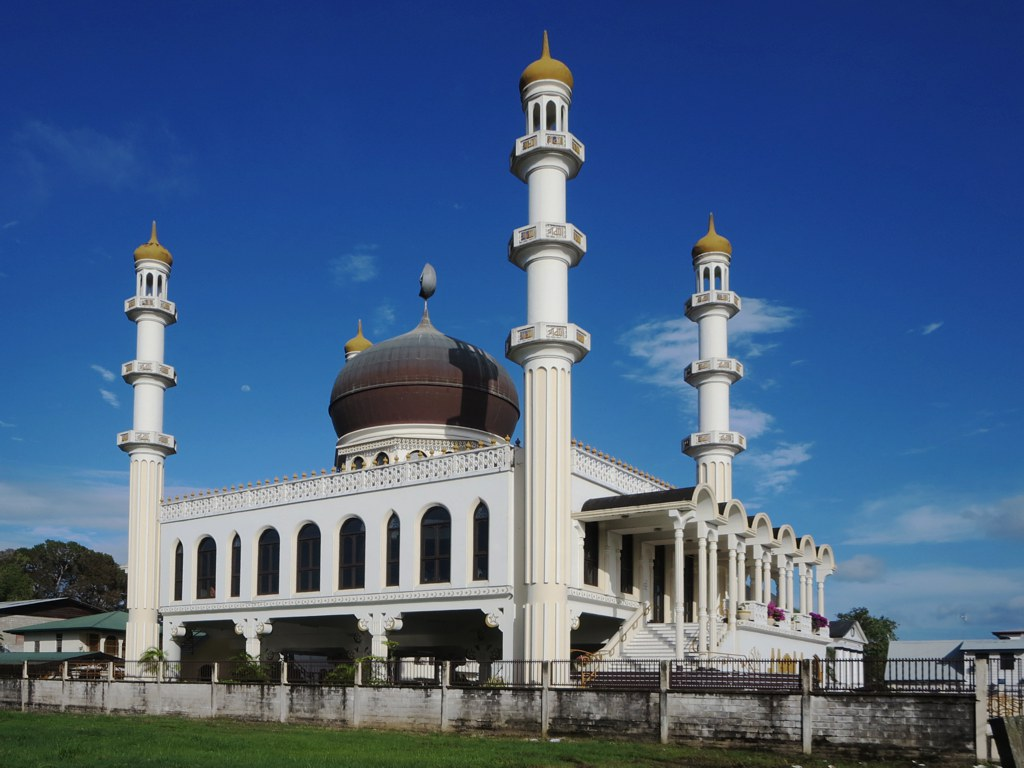
Moschee der AAIIL (2014); Ortslage.
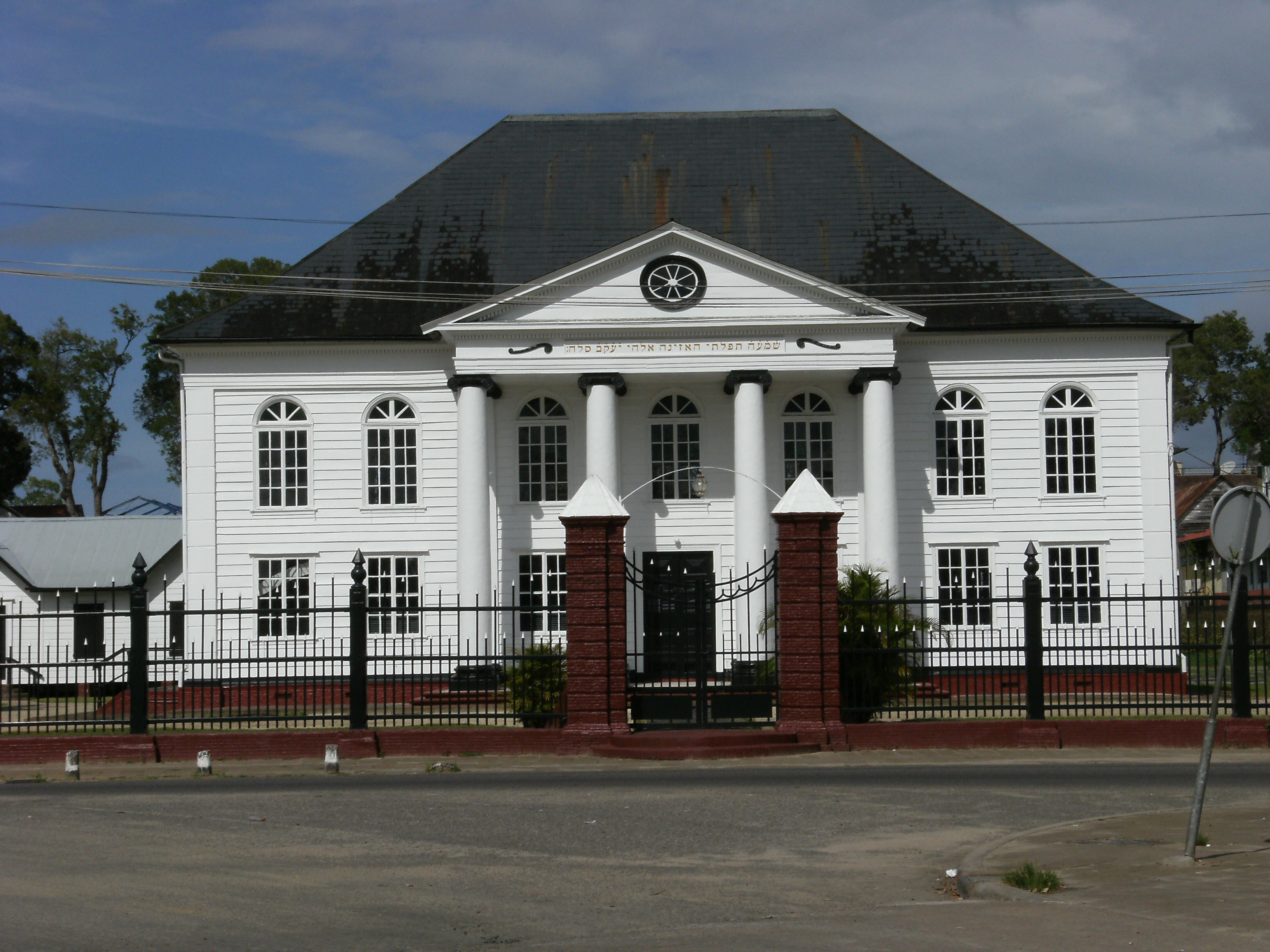
Synagoge Neve Shalom (2008); Ortslage.